# 伏見宮邦道親王
伏見宮邦道親王（ふしみのみや くにみちしんのう）は、江戸時代初期の皇族。世襲親王家の伏見宮第12代当主。父は伏見宮第10代当主の貞清親王。
慶安2年（1649年）に親王宣下。慶安4年（1651年）に元服し、同年11月13日には下記の口宣案を受け、大宰帥に任官する。

## 大宰帥の辞令
伏見宮邦道親王　大宰帥の辞令（口宣案）（「伏見宮代々位記宣旨類」）
```
上卿　姉小路中納言
慶安四年十一月十三日　宣旨
無品親王邦道
宜任太宰帥
藏人頭右大辨藤原俊廣奉
```

（訓読文）
```
上卿　姉小路中納言（
姉小路公景
従二位権中納言）
慶安4年（1651年）11月13日宣旨
無品親王邦道（伏見宮）
宜しく太宰帥に任ずべし
蔵人頭右大弁藤原俊廣（
坊城俊広
、従四位上）奉（うけたまは）る
```

子は無し。死後は、兄の貞致親王が伏見宮家の当主となる。